# Clerks II
Clerks II (br: O Balconista 2) é a sequência do filme Clerks, do diretor Kevin Smith, e é o sexto filme a se passar no universo View Askewniverse. O filme foi lançado no dia 21 de Julho de 2006.

## Sinopse
Depois do incêndio da loja de conveniência onde trabalhavam, Dante Hicks (Brian O'Halloran) e Randal Graves (Jeff Anderson) conseguem emprego num restaurante de fast food. Dante planeja se mudar para a Flórida com sua noiva, Emma Bunting (Jennifer Schwalbach Smith), porém fica sabendo que sua chefe Becky Scott (Rosario Dawson) espera um filho dele.

## Elenco
- Brian O'Halloran — Dante Hicks
- Jeff Anderson — Randal Graves
- Rosario Dawson — Becky Scott
- Trevor Fehrman — Elias Grover
- Jason Mewes — Jay
- Kevin Smith — Silent Bob
- Jennifer Schwalbach Smith — Emma Bunting
- Jason Lee — Lance Dowds
- Wanda Sykes — cliente irritada
- Earthquake — marido da cliente irritada
- Ben Affleck — cliente Gawking
- Kevin Weisman — nerd do Senhor dos Anéis